# 298
298 (CCXCVIII) je bilo navadno leto, ki se je po julijanskem koledarju začelo na soboto.

## Dogodki
- 1. januar